# Arijan Ademi
Arijan Ademi (Šibenik, 1991. május 29. –) horvát származású macedón válogatott labdarúgó, az Újpest játékosa.

## Pályafutása

### Klubcsapatokban
Pályafutását a Šibenik csapatában kezdte, ahol 2008. március 22-én, a Dinamo Zagreb ellen mutatkozott be a felnőtt csapatban. A mérkőzésen a 63. percben állt be csereként, a Šibenik 5–1-es vereséget szenvedett a bajnokin. A következő, 2008-2009-es szezonban huszonnyolcszor kapott játéklehetőséget a horvát élvonalban, míg egy szezonnal később huszonnhét bajnokin két gólt szerzett. Első gólját az első osztályban 2009. július 25-én szerezte a Croatia Sesvete ellen 2–1-re megnyert találkozón. Utolsó szezonjában ő volt a csapat kapitánya, legfiatalabbként a horvát élvonal játékosai közül.
2010. június 16-án a Dinamo Zagreb szerződtette 400 000 euróért cserébe. Július 31-én, a HNK Rijeka elleni 2–1-es vereség alkalmával mutatkozott be új csapatában. A nemzetközi kupaporondon augusztus 4-én, a Bajnokok Ligája harmadik selejtezőkörében lépett pályára először a moldáv Sheriff Tiraspol ellen. A 2010-2011-es idény végén bajnok és kupagyőztes lett a zágrábi csapattal, a bajnokságban huszonegyszer kapott lehetőséget. A 2011-2012-es idényben rövid ideig kölcsönben a Lokomotiva Zagreb játékosa volt, de egy sérülés miatt mindössze három bajnokin tudott csak pályára lépni.
2015. október 7-én pozitív doppingtesztet produkált az Arsenal elleni Bajnokok Ligája-mérkőzést követően. Négyéves eltiltást kapott az UEFA-tól, amit később két évre mérsékeltek, így 2017 októberében újra játékra jelentkezhetett.
2023 márciusában jelentették be, hogy a kínai Beijing Guoan csapatába igazolt. Ugyanazon év szeptember 8-án visszatért Zágrábba. 2025. június 20-án szerződést bontott a fővárosiakkal.
2025. június 20-án szerződtette az Újpest FC.

### A válogatottban
Utánpótláskorú játékosként Horvátországot képviselte. Az U19-es korosztályos válogatottban 2008. augusztus 12-én mutatkozott be egy Szlovénia elleni felklészülési mérkőzésen. Alapembere volt a csapatnak a 2009-es és a 2010-es U19-es Európa-bajnokság selejtezői alatt.
2013. január 22-én meghívást kapott Igor Štimac szövetségi kapitánytól a felnőtt válogatott keretébe, nem sokkal azt megelőzően, hogy Ademi egy interjúban nehezményezte, hogy az albán válogatottba sosem kapott meghívót.
Miután Niko Kovač nem nevezte a 2014-es világbajnokságon részt vevő keretbe, úgy döntött, hogy a későbbiekben Észak-Macedóniát fogja képviselni válogatott szinten. 2021 májusában bekerült a Macedón Európa-bajnokságra utazó keretbe.

## Család
Ademi albán származású, unokatestvére, Agim Ibraimi szintén északmacedón válogatott labdarúgó.

## Statisztika

### Klubcsapatokban
2025. augusztus 10-i állapot szerint.
| Klub              | Szezon         | Bajnokság          | Bajnokság | Bajnokság | Országos kupa | Országos kupa | Nemzetközi kupa | Nemzetközi kupa | Egyéb | Egyéb | Összesen | Összesen |
| Klub              | Szezon         | Bajnokság          | Mérk.     | Gólok     | Mérk.         | Gólok         | Mérk.           | Gólok           | Mérk. | Gólok | Mérk.    | Gólok    |
| ----------------- | -------------- | ------------------ | --------- | --------- | ------------- | ------------- | --------------- | --------------- | ----- | ----- | -------- | -------- |
| Šibenik           | 2007–08        | Prva HNL           | 1         | 0         | —             | —             | —               | —               | —     | —     | 1        | 0        |
| Šibenik           | 2008–09        | Prva HNL           | 28        | 0         | 1             | 0             | —               | —               | —     | —     | 29       | 0        |
| Šibenik           | 2009–10        | Prva HNL           | 27        | 2         | 7             | 0             | —               | —               | —     | —     | 34       | 2        |
| Šibenik           | Összesen       | Összesen           | 56        | 2         | 8             | 0             | —               | —               | —     | —     | 64       | 2        |
| Lokomotiva Zagreb | 2011–12        | Prva HNL           | 3         | 0         | —             | —             | —               | —               | —     | —     | 3        | 0        |
| Dinamo Zagreb     | 2010–11        | Prva HNL           | 21        | 0         | 7             | 0             | 8               | 0               | —     | —     | 36       | 0        |
| Dinamo Zagreb     | 2011–12        | Prva HNL           | 5         | 0         | 1             | 1             | 2               | 0               | —     | —     | 8        | 1        |
| Dinamo Zagreb     | 2012–13        | Prva HNL           | 24        | 3         | 2             | 0             | 8               | 0               | —     | —     | 34       | 3        |
| Dinamo Zagreb     | 2013–14        | Prva HNL           | 24        | 1         | 7             | 2             | 11              | 1               | 1     | 0     | 43       | 4        |
| Dinamo Zagreb     | 2014–15        | Prva HNL           | 26        | 3         | 4             | 0             | 11              | 1               | 1     | 0     | 42       | 4        |
| Dinamo Zagreb     | 2015–16        | Prva HNL           | 8         | 0         | —             | —             | 5               | 1               | —     | —     | 13       | 1        |
| Dinamo Zagreb     | 2016–17        | Prva HNL           | —         | —         | —             | —             | —               | —               | —     | —     | —        | —        |
| Dinamo Zagreb     | 2017–18        | Prva HNL           | 22        | 2         | 3             | 1             | —               | —               | —     | —     | 25       | 3        |
| Dinamo Zagreb     | 2018–19        | Prva HNL           | 15        | 2         | 4             | 0             | 12              | 2               | —     | —     | 31       | 4        |
| Dinamo Zagreb     | 2019–20        | Prva HNL           | 19        | 3         | 1             | 0             | 12              | 2               | 1     | 0     | 33       | 5        |
| Dinamo Zagreb     | 2020–21        | Prva HNL           | 27        | 1         | 3             | 3             | 15              | 2               | —     | —     | 45       | 6        |
| Dinamo Zagreb     | 2021–21        | Prva HNL           | 20        | 3         | 2             | 0             | 8               | 2               | —     | —     | 30       | 5        |
| Dinamo Zagreb     | 2022–23        | Prva HNL           | 19        | 4         | 1             | 0             | 6               | 2               | —     | —     | 30       | 6        |
| Dinamo Zagreb     | Összesen       | Összesen           | 230       | 22        | 38            | 7             | 98              | 13              | 3     | 0     | 370      | 42       |
| Beijing Guoan     | 2023           | Kínai Super League | 19        | 2         | 1             | 0             | —               | —               | —     | —     | 20       | 2        |
| Beijing Guoan     | Összesen       | Összesen           | 19        | 2         | 1             | 0             | —               | —               | —     | —     | 20       | 2        |
| Dinamo Zagreb     | 2023–24        | Prva HNL           | 27        | 2         | 4             | 0             | 0               | 0               | —     | —     | 31       | 2        |
| Dinamo Zagreb     | 2024–25        | Prva HNL           | 18        | 2         | 2             | 1             | 6               | 0               | —     | —     | 26       | 3        |
| Dinamo Zagreb     | Összesen       | Összesen           | 45        | 4         | 6             | 1             | 6               | 0               | 0     | 0     | 57       | 5        |
| Újpest            | 2025–26        | NB I               | 3         | 0         | 0             | 0             | —               | —               | —     | —     | 3        | 0        |
| Karrier összes    | Karrier összes | Karrier összes     | 356       | 30        | 50            | 8             | 104             | 13              | 3     | 0     | 517      | 51       |

### A válogatottban
2023. november 17-én frissítve.
| Válogatott      | Év       | Pályára lépés | Gól |
| --------------- | -------- | ------------- | --- |
| Horvátország    | 2013     | 3             | 0   |
| Összesen        | Összesen | 3             | 0   |
| Észak-Macedónia | 2014     | 3             | 0   |
| Észak-Macedónia | 2015     | 1             | 1   |
| Észak-Macedónia | 2016     | 0             | 0   |
| Észak-Macedónia | 2017     | 1             | 1   |
| Észak-Macedónia | 2018     | 4             | 0   |
| Észak-Macedónia | 2019     | 5             | 1   |
| Észak-Macedónia | 2020     | 4             | 0   |
| Észak-Macedónia | 2021     | 8             | 1   |
| Észak-Macedónia | 2022     | 2             | 0   |
| Észak-Macedónia | 2023     | 5             | 0   |
| Összesen        | Összesen | 33            | 4   |

## Sikerei, díjai
Šibenik
- Horvát Kupa-döntős (1): 2009–10

Dinamo Zagreb
- Horvát bajnok (12): 2010–11, 2011–12, 2012–13, 2013–14, 2014–15, 2015–16, 2017–18, 2018–19, 2019–20, 2020–21, 2021–22, 2022–23
- Horvát Kupa-győztes (6): 2010–11, 2011–12, 2014–15, 2015–16, 2017–18, 2020–21
- Horvát Szuperkupa-győztes (4): 2010, 2013, 2019, 2022

Egyéni elismerés
- U19-es Európa-bajnokság, a torna álomcsapatának tagja: 2010
- Football Oscar, az év csapatának tagja (5): 2015, 2018, 2020, 2021, 2022